# Keratella
Keratella é um género de Brachionidae.
O género foi descrito em 1822 por Jean Baptiste Bory de Saint-Vincent.
Possui distribuição cosmopolita.
Espécies:
- Keratella cochlearis[1]
- Keratella hiemalis[1]
- Keratella quadrata[1]